# Johann Heinrich Westermann
Johann Heinrich Westermann (* 1678; † 1726) war ein deutscher Architekt.

## Leben
Johann Heinrich Westermann war der Sohn des in Hannover tätigen Bauschreibers und Baumeisters Brand Westermann. Er war zur Zeit des Kurfürstentums Braunschweig-Lüneburg ab etwa 1705 in der Bauverwaltung des hannoverschen Hofes tätig, anfangs als Gehilfe, später als Nachfolger seines Vaters.
Ab 1712 wirkte Westermann als Architekt am Jagdschloss Göhrde.
Auch beim Bau von Schloss Montbrillant vor Hannover wirkte Wesermann mit.
Beim Ausscheiden des im Großen Garten von Herrenhausen tätigen Orangerie-Gärtners Anton Spanuth nahm Westermann gemeinsam mit dem am Küchengarten in Linden tätigen Gärtner Johann Konrad Weffer das Inventar der Herrenhäuser Orangerie auf – um es Spanuths Nachfolger Heinrich Jakob Löppentin zu übergeben.
1724 ging Johann Heinrich Westermann in den Ruhestand. Er starb 1726.